# Pobüller Bauernholz
Das Pobüller Bauernholz (im Dänischen nach dem Flurnamen Rubel Rubøl Skov) ist ein Naturschutzgebiet in der schleswig-holsteinischen Gemeinde Jörl im Kreis Schleswig-Flensburg.
Das etwa 4,56 Hektar große Naturschutzgebiet ist unter der Nummer 31 in das Verzeichnis der Naturschutzgebiete des Ministeriums für Landwirtschaft, Umwelt und ländliche Räume eingetragen. Es wurde 1939 ausgewiesen (Datum der Verordnung: 1. März 1939). Das Naturschutzgebiet ist Bestandteil des größeren FFH-Gebietes DE-1321-302 Pobüller Bauernwald. Zuständige untere Naturschutzbehörde ist der Kreis Schleswig-Flensburg.
Das Naturschutzgebiet liegt in etwa zwischen Flensburg und Husum innerhalb des südwestlich von Jörl liegenden Pobüller Bauernwaldes (auch als Pobüller Bauernholz bezeichnet). Es stellt einen Ausschnitt des Waldgebiets mit einer Heidefläche unter Schutz. Der Laubwaldbestand wurde früher als Viehweide sowie für Bau- und Heizzwecke genutzt, so dass sich ein krattähnlicher Niederwald entwickelt hat. Im Wald sind viele alte Bäume zu finden.
Das Naturschutzgebiet wird vom Schleswig-Holsteinischen Heimatbund betreut.